# General Electric GE9X
General Electric GE9X – wysokoprzepływowy silnik turbowentylatorowy, który jest używany jako jednostka napędowa samolotów Boeing 777X. To wynik rozwoju silnika GE90, który z kolei napędzał płatowce Boeing 777.

## Podstawowe informacje

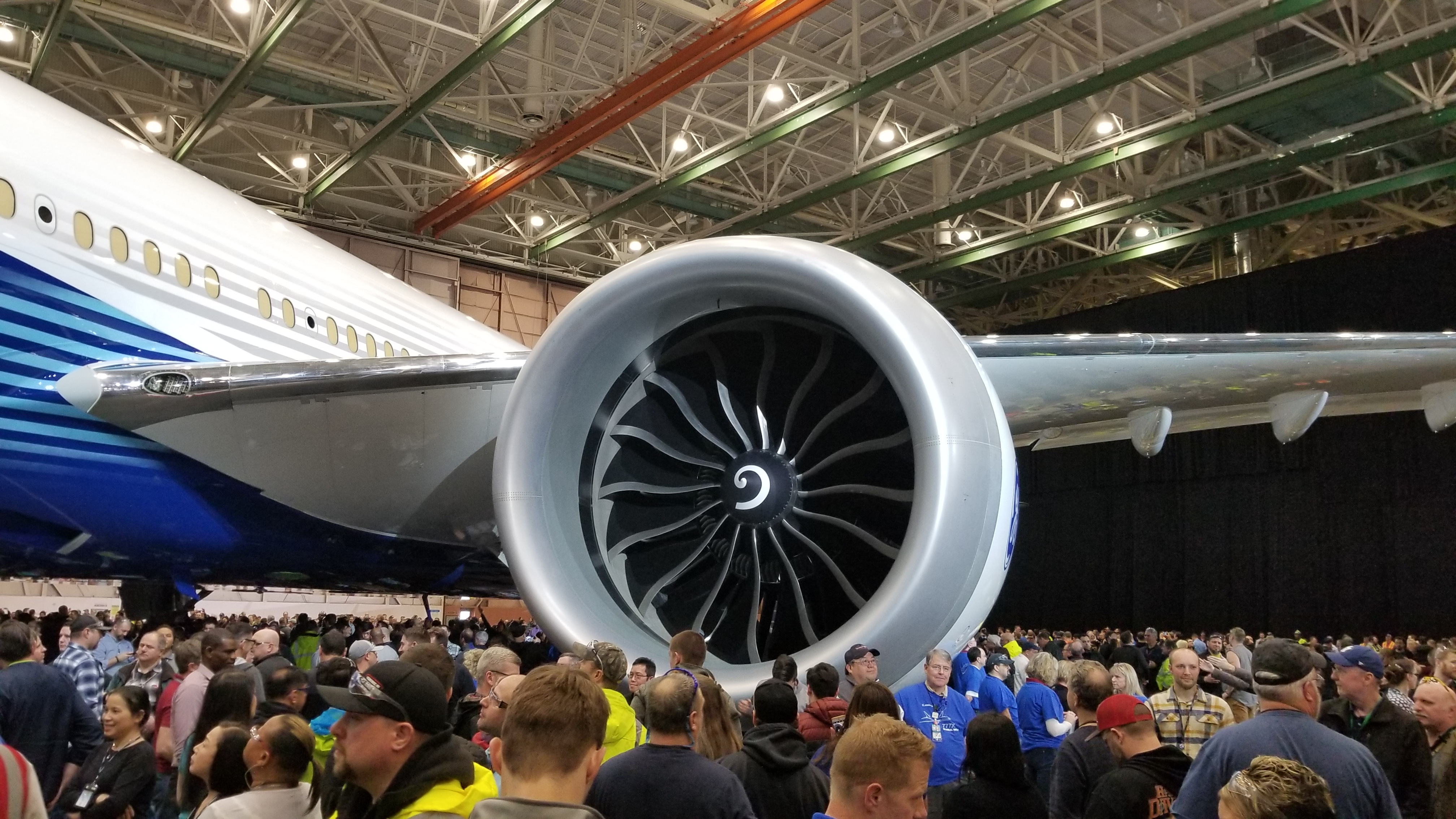
GE9X na skrzydle pierwszego wyprodukowanego Boeinga 777-9.

W wyniku badań, ma od swojego poprzednika o 10% efektywniejsze spalanie paliwa oraz jego o 5% mniejsze zużycie w stosunku do każdego innego silnika dwuprzepływowego. Będzie największym silnikiem lotniczym, jaki kiedykolwiek wyprodukowano i wygeneruje ciąg od. 445 do 470 kN, co jest mniejszym osiągiem w stosunku do GE90-115, ponieważ skrzydła o większej powierzchni nie wymagają tak ogromnego ciągu. Konkurencją GE9X był w początkowych fazach konceptualny silnik Rolls-Royce RB3025 oraz wariant Pratt & Whitney PW1000G, jednak później Boeing zadecydował o oferowaniu modeli 777X tylko z GE9X.
| Silnik                       | Średnica wentylatora (m) | Ciąg   | Cena katalogowa (USD) |
| ---------------------------- | ------------------------ | ------ | --------------------- |
| General Electric GE9X-115B   | 3,406                    | 470 kN | 29 mln.               |
| Rolls Royce RB3025 (koncept) | 3,37                     | 440 kN | nieznana              |
| General Electric GE90-115B   | 3,3                      | 513 kN | 27,5 mln.             |